# Kathryn Kates

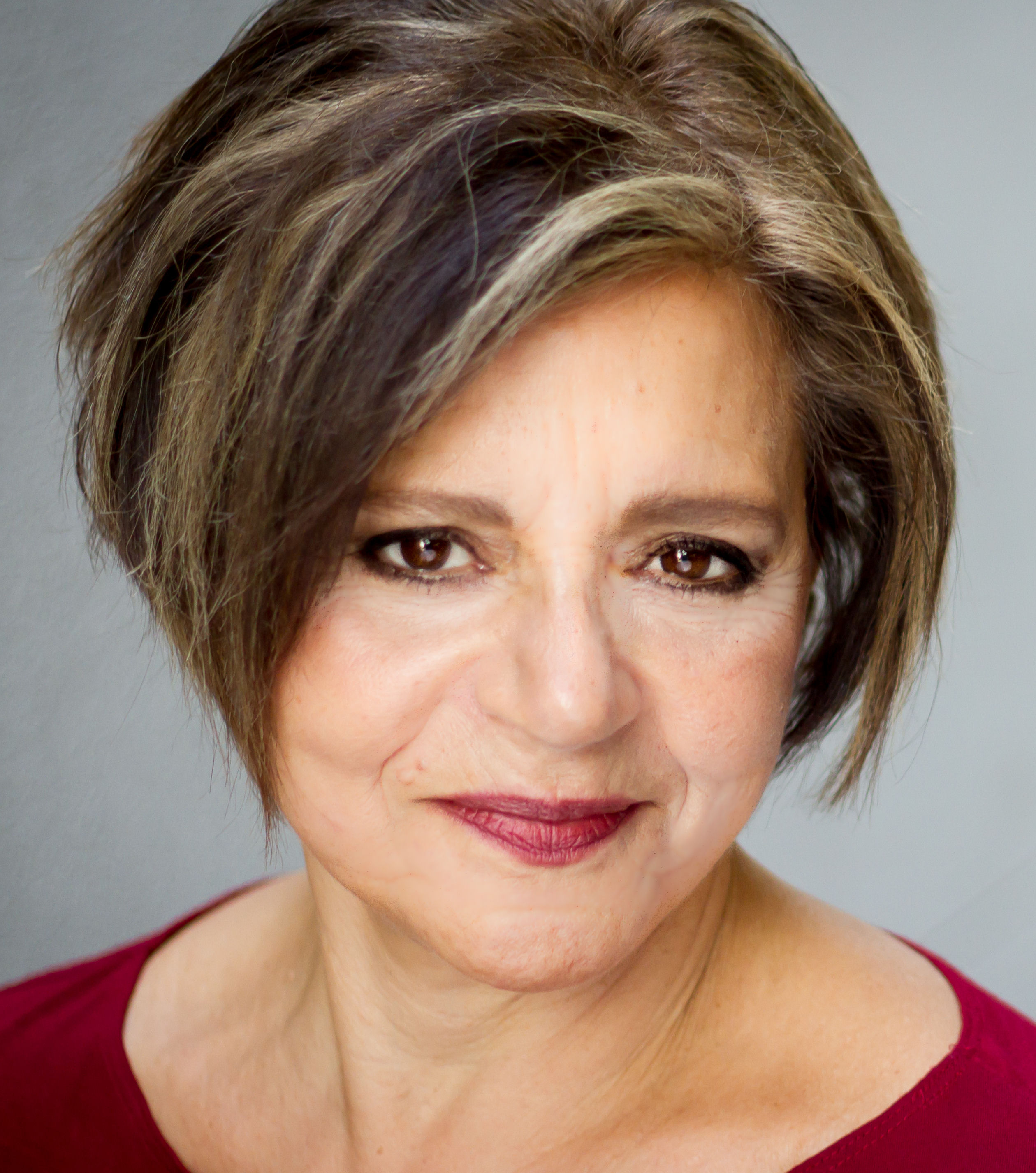
Kathryn Kates (2013)

Kathryn Kates (* 29. Januar 1948 in New York City; † 22. Januar 2022 in Florida) war eine US-amerikanische Schauspielerin.

## Leben
Kates wurde in New York City als eines von drei Kindern von Louis Kates und seiner Frau Madelyn Cates geboren, die ebenfalls Schauspielerin war. Ihre Jugend verbrachte sie in den 1960er Jahren in Great Neck, einem inzwischen eingemeindeten Dorf der Stadt North Hempstead an der Nordküste von Long Island im US-Bundesstaat New York. Sie besuchte Schauspiel-Workshops, studierte Szenen ein und nahm Sprechunterricht; eine Inspiration für Kates war zu dieser Zeit Walter Beakel, der später eine bekannte Theateragentur, „Beakel & Jennings“, in Los Angeles leitete.
Nach dem College verbrachte sie eine Zeit in Europa und lernte nach ihrer Rückkehr Schauspiel unter Bill Hickey am Herbert Berghof Studio sowie bei Michael Shurtleff und Milton Katselas. Ihren Bachelor of Arts erhielt sie an der Universität von New York (NYU).
Kathryn Kates verstarb im Alter von 73 Jahren an den Folgen von Lungenkrebs und wurde von ihrem Bruder Joshua und ihrer älteren Schwester Mallory überlebt.

## Karriere
Zu Beginn ihrer Karriere zog Kates 1974 im Alter von 26 Jahren nach Los Angeles, wo sie eines der Gründungsmitglieder des Colony Theater wurde. Zusammen mit Barbara Beckley leitete sie von 1975 bis 1981 das 99 Plätze umfassende Theater im „Studio Theatre Playhouse“ im Stadtteil Silver Lake von Los Angeles als Geschäftsführerin und war für die Produktion vieler Stücke dieser Zeit verantwortlich. Sie spielte an der Seite von John Larroquette in Enter Laughing dessen Mutter (Cast Theatre, 1974), in A Company of Wayward Saints dessen Ehefrau (Colony Theatre, 1978) und in The Lady’s Not For Burning dessen Geliebte (Colony Theatre, 1979). Kates spielte auch in den vom Los Angeles Drama Critics Circle ausgezeichneten Colony-Produktionen von Früchte des Zorns und Die Mars-Chroniken. Im Jahr 2000 zog das Theater in ein neues Gebäude in Burbank um.
Neben der Arbeit auf der Bühne war sie ab 1982 auch vor der Kamera zu sehen. Einen ersten Auftritt hatte sie in dem Fernsehfilm Life of the Party: The Story of Beatrice und ab 1991 hatte sie auch Nebenrollen und wiederkehrende Rollen in Fernsehserien. Zusätzlich wirkte sie für verschiedene Firmen in Fernsehwerbespots mit.
Einem breiten Publikum wurde Kates als Bäckereiverkäuferin in mehreren Folgen der Fernsehserie Seinfeld bekannt. Weitere wiederkehrende Rollen hatte sie in der Disney-Serie Lizzie McGuire als Mrs. Carrabino, als Mrs. Luckovich in Pan Am, als June Starr in Für alle Fälle Amy, als Ginny in Caroline in the City, als Mrs. Bow in Hudson Street und als Mable Maloney in einer Doppelfolge von Matlock. Zudem war sie zwischen 2013 und 2019 in Orange Is the New Black zu sehen und hatte Hauptrollen in den Pilotfolgen der CBS-Showtime-Koproduktion von Gurland on Gurland als Myrna Birnbaum sowie in Reggie Rock Bythewoods Pilotfilm von Gun Hill als Bora – für Black Entertainment Television (BET).
Für ihre Rolle der Ruby in Marsha Normans Getting Out gewann sie 1982 den „Drama Logue Award“ in der Kategorie „Beste Schauspielerin“ und erhielt 2010 eine Nominierung als „Beste Nebendarstellerin“ vom Midtown Festival in New York für ihre Darstellung der Agentin Miriam Berger in Gray Matters.
2006 zog sie nach gut 30 Jahren in Kalifornien in ihre Geburtsstadt New York City zurück, wo sie in den folgenden Jahren in zahlreichen Broadway- und Off-Broadway-Produktionen zu sehen und zuletzt Ensemble-Mitglied in Daniel Talbotts „Rising Phoenix Rep.“ war. In Saviana Stanescus Bühnenstück Waxing West spielte sie in den rumänischen Städten Bukarest und Sibiu (Hermannstadt) sowie in Stockholm. Parallel war sie weiterhin regelmäßig – bis in das Jahr 2021 – vor der Kamera tätig. Ihre finale Filmrolle hatte sie in Maybe There’s a Tree, der erst nach ihrem Tod fertiggestellt wurde.
Im deutschen Sprachraum wurde Kates, die Mitglied der Actors’ Equity Association und SAG-AFTRA war, unter anderem von Andrea Brix, Karin David, Sonja Deutsch, Isabella Grothe, Christel Merian, Barbara Ratthey, Margot Rothweiler, Sabine Walkenbach und Elia Zimmermann synchronisiert.

## Auszeichnungen
- 1982: Drama Logue Award in der Kategorie „Beste Schauspielerin“ für Getting Out
- 2010: Nominierung vom Midtown Festival, New York, als „Beste Nebendarstellerin“  für Gray Matters
- 2021: NYCTV Festival Award in der Kategorie „Beste Schauspielerin“ für Greetings from Sarajevo
- 2021: Nominierung für den „Revolution Me Film Festival“-Preis als „Beste Schauspielerin“ für Greetings from Sarajevo

## Filmografie (Auswahl)

### Film
- 1982: Life of the Party: The Story of Beatrice (Fernsehfilm)
- 1982: Verhext
- 1983: The Taming of the Shrew (Video)
- 1990: Sein letztes Spiel
- 1991: Teenage Exorcist
- 1997: Der Teufel in Weiß
- 1997: Asylum: Therapie Mord
- 2008: Blindspot (Kurzfilm)
- 2008: Saveta’s Gift (Kurzfilm)
- 2009: Out of the Fog
- 2009: Lott Oh (Kurzfilm)
- 2009: Check-Up: From the Gently Twisted Life of Michael Kleinfeld (Kurzfilm)
- 2011: Monkey Man
- 2011: Gun Hill (Fernsehfilm)
- 2012: Lola gegen den Rest der Welt
- 2012: Allen Here (Kurzfilm)
- 2013: Dovid Meyer
- 2015: Sid’s New Glasses (Kurzfilm)
- 2015: H&M’s I, Beckham (Video)
- 2016: Flatbush Luck
- 2016: Sugar!
- 2017: In Passing (Kurzfilm)
- 2017: Alina
- 2017: Skin Balloon (Kurzfilm)
- 2017: Brokers (Kurzfilm)
- 2017: And Then I Left (Kurzfilm)
- 2018: Open Call (Kurzfilm)
- 2018: Masterclass: Marvel CGI Acting (Kurzfilm)
- 2018: The Amazing Ray (Kurzfilm)
- 2018: Jo (Kurzfilm)
- 2018: A Scientist’s Guide to Living and Dying
- 2019: Boxes (Kurzfilm)
- 2019: Three Corner House (Kurzfilm)
- 2019: Tarab
- 2019: Jesus Rolls
- 2019: The Two Princes (Podcast-Serie)
- 2020: Cracka (Fernsehfilm)
- 2021: Haymaker
- 2021: Greetings from Sarajevo (Kurzfilm)
- 2021: The Many Saints of Newark

### Fernsehen
- 1991: Matlock
- 1991: Sessions (Miniserie)
- 1992: Rachel Gunn, Oberschwester
- 1994: Thunder Alley
- 1994–1996: Seinfeld
- 1996: Wer ist hier der Cop?
- 1998: Caroline in the City
- 2002–2003: Lizzie McGuire
- 2003: Für alle Fälle Amy
- 2003: 10-8: Officers on Duty
- 2010: Rescue Me
- 2011: Pan Am
- 2013: Lady Business
- 2013: Hot Mess: The Webseries
- 2013–2019: Orange Is the New Black
- 2014: Common Ground – The Web Series
- 2014: Unforgettable
- 2014: Small Miracles
- 2015: Co-operation
- 2015: Happy Hour Feminism
- 2015–2017: Honestly Amelia
- 2016: Feed the Beast
- 2016: Two Girls One Show
- 2016–2017: Shades of Blue
- 2017: The New Yorker: Shorts & Murmurs
- 2017–2020: Law & Order: Special Victims Unit
- 2019: Friends from College
- 2020: Split
- 2020: Hunters
- 2020: The Good Fight

## Theater
- Significant Other Broadway, Booth Theatre[12]
- Master Class, Bermuda Festival
- Nice Girl, Labyrinth
- Gertrude, The Cry, Potomac Theatre Project
- Philip Goes Forth, Mint Theatre
- The Last Seder, Theatre 43
- Food and Fadwa, New York Theatre Workshop
- Herman Klines Midlife Crisis, Theatre Row